# Regenbogen
Regenbogen (Arco Iris) era el nombre en clave de la operación final destinada a la destrucción de las unidades submarinas alemanas por su propia tripulación, en la creencia que con ello se mantendría indemne el honor y la tradición de la Kriegsmarine tras la rendición ante los aliados. 
Tras recibir la orden de alto el fuego, muchos comandantes de submarinos pusieron en práctica dicha operación, consistente en abandonar las bases, alcanzar aguas profundas, proceder a inutilizar los instrumentos y finalmente destruir sus buques. 

## El acuerdo de rendición y la orden de destrucción de la flota
La orden de destrucción de la flota de submarinos no llegó a ser nunca radiada por Karl Dönitz, jefe máximo de las fuerzas submarinas alemanas, cumpliendo, de este modo, el acuerdo de rendición establecido con los aliados. 
En ese acuerdo, firmado entre el almirante general Hans-Georg von Friedeburg (1895-1945), comandante en jefe de los submarinos (nombrado jefe superior de la Armada al ocupar Doenitz la jefatura del Estado) y el mariscal inglés Bernard Law Montgomery (1887-1976), se exigió como condición imprescindible el que no se produjera ninguna destrucción en tierra, ni tampoco hundimientos de buques de guerra, situados en la zona afectada por la capitulación. Doenitz, a su pesar, estuvo de acuerdo. 
La intención del Grossadmiral era retrasar la rendición de las fuerzas alemanas en el frente este, y aprovechar el máximo de unidades para repatriar a los miles de hombres que iban a quedar dentro de los límites soviéticos cuando se produjera la misma (en enero de 1945 los alemanes se incautaron de la Orden de Operaciones inglesa "Eclipse", que contenía los planes y preparativos para las medidas a adoptar tras la conquista de Alemania, después de que se efectuara la capitulación sin condiciones).
Este objetivo se consiguió con creces, evacuándose por mar entre el día 23 de enero y 8 de mayo de 1945 a 2 022 602 refugiados empleando para ello todo tipo de embarcaciones, desde submarinos del tipo XXI (como el U-3025 que recogió a 50 muchachos de las juventudes hitlerianas) hasta trasatlánticos civiles, no sin grandes sacrificios en buques y hombres —del orden del 1 por ciento en estos últimos— (recordemos el hundimiento del buque de pasajeros Goya, de 5230 t, empleado en la evacuación en la Bahía de Danzig el día 16 de abril, que llevaba a bordo a supervivientes del regimiento acorazado n.º 35 y miles de civiles desesperados, y que fue atacado a unas 60 millas de Stolpe por el sumergible soviético “L-3” del comandante Vladimir Konovalov. Los dos torpedos que le lanzó le alcanzaron en el centro, partiéndolo de forma inmediata y desapareciendo en las frías aguas en unos 4 minutos, llevando a la muerte a unas 6202 personas de las 6.385 que se estima transportaba).
Cuando el 4 de mayo de 1945 a las 3:14, el Gran Almirante ordenó el cese inmediato de la guerra submarina en todos los mares, así como la prohibición de destruir el armamento, el alto mando de la Wehrmacht, que opinaba lo contrario, siguiendo las directrices de "tierra quemada" dictada por Adolf Hitler el 19 de marzo de 1945, no tuvo más remedio que acatar el mismo a regañadientes.
La capitulación entró en vigor el 5 de mayo a las 8:00 y afectaba a todas las fuerzas armadas alemanas en Holanda, Norte de Alemania, islas adyacentes y Dinamarca. A las 00:00 del 9 de mayo cesaron todos los combates en los frentes de batalla.
Pero a pesar de la orden del propio Doenitz, a quien sus marinos respetaron y obedecerían hasta el final, incluso algunos hombres del arma submarina fueron los últimos en formar su guardia personal, numerosos comandantes comenzaron a abandonar los puertos y bases procediendo a destruir sus unidades emitiendo la consigna Regenbogen de boca en boca, en la creencia que si Doenitz la había invalidado, había sido bajo coacción de los aliados y nunca por propia iniciativa. 
F. Martinelli en su obra Los tiburones del III Reich deja bien claro que no fue el gran almirante quien radió la consigna destructora y así lo expone en su libro, al que me he permitido la licencia de añadir algunos datos aclaratorios al mismo:

El 4 de mayo, mientras Montgomery concede su autorización para continuar el traslado de prófugos y militares desde las zonas orientales, Dönitz se compromete a que ninguna de las unidades de la Kriegsmarine sea saboteada o hundida. Sus más íntimos colaboradores protestan. Karl Dönitz hace enviar a todas las unidades que navegan o están ancladas en los puertos el siguiente mensaje: Arco Iris anulado.

Martinelli, al igual que otros autores de reconocida credibilidad, David Mason entre otros,  deja bien claro en su libro que la consigna no fue  radiada, a pesar del desacuerdo del alto mando.
Pero todavía queda aclarar porqué algunos comandantes no obedecieron esta orden de su jefe supremo, y como llegó la misma a las dotaciones de los submarinos.
Según relata  Martinelli: 

Los submarinistas que han recibido la orden de dejar intactas las unidades de guerra se miran perplejos. Algunos jóvenes comandantes (Fregattenkapitän Heinrich Liebe del "U-2" y "U-38" y el Oberleutnant zur See Joachim Düppe del "U-2505"), conocidos por sus épicas aventuras en el mar, acuden precipitadamente a Plön (Cuartel General de Doenitz desde el 21 de abril de 1945) durante la noche (hacia las 21.30 del 4 de mayo) y discuten vivamente con Lüdde-Neurath, quieren oír personalmente de labios del gran almirante la orden que se les ha transmitido por radio. Dönitz descansa y su ayudante mayor está decidido a defender las pocas horas de sueño de su jefe, extenuado por la ininterrumpida vigilia de días y días.

Un gallardo oficial, en nombre de todos sus compañeros, toma la palabra: 

-El cese del fuego se ha fijado para mañana. ¿En estas horas no podríamos?...

.
Y sigue explicando los motivos de la negación de dicha orden de boca del ayudante de Doenitz, Korvettenkapitän Lüdde-Neurath: 

El almirante no podía hacer otra cosa, no es sólo el jefe de la Kriegsmarine, sino también del Estado (había sido nombrado sucesor del Führer el 30 de abril). Las negociaciones con los ingleses no han sido fáciles. Los aliados han impuesto estas condiciones. Sé muy bien que son duras. Pero, pensándolo fríamente, dígame si podía el almirante negarse a someterse a ellas o condenar a una muerte segura a centenares de miles, acaso de millones de militares y civiles" (en alusión a la operación destinada a repatriar a los civiles de las zonas próximas a quedar bajo dominio soviético ante el temor –infundado o no-, a que los rusos aplicasen a sus prisioneros tratos vejatorios e inhumanos

Luego, con voz casi imperceptible, comenta:

-Una cosa sí es cierta. Si yo fuese comandante de un submarino, no pediría consejos ni sugerencias a nadie. Sabría como comportarme..

Una hora más tarde, de un puerto a otro de Alemania del Norte, se lanza la palabra clave: operación Arco Iris. Todos los submarinistas abandonan los cuarteles y campamentos, se apretujan en los muelles, suben nuevamente a borde de los ágiles lobos y silenciosamente, mientras las ciudades duermen aún, abandonan los puertos, pasan sin ser vistos ante los barcos de guerra aliados, los lobos están realizando su último viaje; la operación Arco Iris debe realizarse entes del alba del 5 de mayo de 1945. 
Todas las unidades izan la bandera alemana y la enseña de guerra, antes de abrir las cajas de inmersión, llenar las cajas de relojería y sabotear los aparatos, operaciones necesarias para un autohundimiento. 
Leyendo estas líneas nos queda aclarado que la decisión última de destruir los buques quedó en las manos de los comandantes de las unidades.
El propio Karl Doenitz siempre mantuvo que jamás radió dicha consigna y en su obra 10 Jahre und 20 Tage (traducida al castellano como "Diez años y veinte días", Bonn, 1958), explica el incumplimiento de sus órdenes de la siguiente manera: 

...en la conferencia militar que tuvo lugar en la mañana del 4 de mayo, di órdenes al Alto Mando de las Fuerzas Armadas, en el sentido de prohibir toda destrucción de armamento. Simultáneamente, el Jefe de la Dirección de la guerra marítima recibió indicaciones de dejar sin efecto las instrucciones cursadas bajo la consigna “Regenbogen” —arco iris— relativas a las medidas previstas sobre hundimientos de barcos. 

Los hundimientos cesaron, por tanto, excepto en una parte de los submarinos que fueron hundidos por sus comandantes antes de entrar en vigor el armisticio, en la noche del 4 al 5 de mayo. Con respecto a dichos submarinos, la destrucción, por hundimiento o explosión, estaba prevista desde mucho antes, y la contraorden de la Dirección de la guerra marítima no produjo efecto alguno, Los comandantes creían que, al hundir los barcos, obraban de acuerdo con mi criterio. Estaban convencidos de que una “orden de entrega” sólo podía haberla dado yo por hallarme coaccionado...

## La duda sobre la emisión de la orden
El propio Gran Almirante, fiel a su palabra de caballero y marino dada a los aliados, niega ser quien ordena emitir la consigna “Regenbogen”, y es más, reconoce que ordenó enviar una contraorden que desactivase el operativo de destrucción.
La cuestión es que, a espaldas del responsable de dirigir la guerra submarina, la consigna se emitió, comenzándose entonces a sucederse los hundimientos de sumergibles y submarinos de las clases XXI y XXIII en aguas próximas a las bases, o en el interior de las mismas de aquellas unidades imposibilitadas de trasladarse por sus propios medios.

## Unidades destruidas
Aunque la controversia envuelve siempre las cifras, dependiendo del autor al que se consulte, se da como correcta la cifra de 232 U-Boot destruidos por sus dotaciones en el Mar del Norte y Báltico, de las cuales 211 estaban operativas, 16 no llegaron a ser comisionadas y 5 ni siquiera habían sido botadas. 
Por tipos, las unidades destruidas fueron: 2 del tipo VII-A, 3 del VII-B, 47 del VII-C, 23 del VII-C41, 6 del IX, 32 del tipo XXIII, 5 del II-B, 6 del II-C, 9 del II-C, y 10 unidades del tipo XVII "Walter". Las numerosas unidades del tipo XXI se encontraban en distintas fases; así algunas ya estaban operativas y en dirección a las zonas de operaciones asignadas, otras realizaban sus primeras pruebas de estanqueidad, algunas más se encontraban en la última fase de armamento antes de ser entregadas a sus dotaciones, y otras ni siquiera estaban finalizadas. Del tipo XXI se barrenaron 89 unidades, 85 operativas y 4 completadas solo al 80 por ciento ("U-3539" a "U-3542").

### Cuadro Resumen de Unidades del Tipo XXI Barrenadas
- U-2503 4 de mayo de 1945 Kptlt. Karl-Jürg Wächter
- U-2501 3 de mayo de 1945 Oblt. Otto Hübschenchen
- U-2504 3 de mayo de 1945 Oblt. Horst Günther
- U-2505 3 de mayo de 1945 Oblt. Joachim Düppe
- U-2507 5 de mayo de 1945 Kptlt. Paul Siegmann
- U-2508 3 de mayo de 1945 Oblt. Uwe Christiansen
- U-2510 2 de mayo de 1945 Oblt. Werner Herrmann
- U-2512 3 de mayo de 1945 Kptlt. Hubert Nordheimer
- U-2517 5 de mayo de 1945 Oblt. Hermann Hansen
- U-2519 3 de mayo de 1945 KrvKpt. Peter-Erich Cremer
- U-2520 3 de mayo de 1945 KrvKpt. Rudolf Schendel
- U-2522 5 de mayo de 1945 Kptlt. Horst-Thilo Queck
- U-2524 3 de mayo de 1945 Kptlt. Ernst von Witzendorff
- U-2525 5 de mayo de 1945 Kptlt. Paul-Friedrich Otto
- U-2526 2 de mayo de 1945 Oblt. Otto Hohmann
- U-2527 2 de mayo de 1945 Oblt. Hans Götze
- U-2528 2 de mayo de 1945 Kptlt. Oscar Curio
- U-2531 2 de mayo de 1945 Kptlt. Hellmut Niss
- U-2533 3 de mayo de 1945 Oblt. Horst Günther
- U-2534 3 de mayo de 1945 Kptlt. Ulrich Drews
- U-2535 3 de mayo de 1945 Kptlt. Otto Bitter
- U-2536 3 de mayo de 1945 Oblt. Ulrich Vöge
- U-2538 8 de mayo de 1945 Oblt. Heinrich Klapdor
- U-2539 3 de mayo de 1945 Oblt. Johann Johann
- U-2540 4 de mayo de 1945 Oblt. Rudolf Schultze
- U-2541 5 de mayo de 1945 Kptlt. Rolf-Birger Wahlen
- U-2543 3 de mayo de 1945 Oblt. Gottfried Stolzenburg
- U-2544 5 de mayo de 1945 Oblt. Rudolf Meinlschmidt
- U-2545 3 de mayo de 1945 Oblt. Baron Hans-Bruno von Müffling
- U-2546 3 de mayo de 1945 Oblt. Max Dobbert
- U-2548 3 de mayo de 1945 Oblt. Karl-Erich Utischil
- U-2552 3 de mayo de 1945 Kptlt. Johannes Rudolph
- U-3001 3 de mayo de 1945 Kptlt. Wilhelm Peters
- U-3002 2 de mayo de 1945 FrgKpt. Hermann Kaiser
- U-3004 2 de mayo de 1945 Kptlt. Otto Poeschel
- U-3005 3 de mayo de 1945 Kptlt. Johannes Hinrichs
- U-3010 3 de mayo de 1945 FrgKpt. Erich Topp
- U-3011 3 de mayo de 1945 Oblt. Otto Fränzel
- U-3012 3 de mayo de 1945 Oblt. Alfred Meier
- U-3013 3 de mayo de 1945 Kptlt. Volker Simmermacher
- U-3014 3 de mayo de 1945 Kptlt. Karl-Heinz Marbach
- U-3015 5 de mayo de 1945 Kptlt. Peter-Ottmar Grau
- U-3016 2 de mayo de 1945 Oblt. Bernhard Meentzen
- U-3018 2 de mayo de 1945 Oblt. Siegfried Breinlinger
- U-3019 2 de mayo de 1945 Oblt. Ernst-August Racky
- U-3020 2 de mayo de 1945 Oblt. Heinrich Mäueler
- U-3021 2 de mayo de 1945 Oblt. Kurt van Meteren
- U-3022 5 de mayo de 1945 Kptlt. Paul Weber
- U-3023 3 de mayo de 1945 Oblt. Erich Harms
- U-3024 3 de mayo de 1945 Oblt. Ferdinand Blaich
- U-3025 3 de mayo de 1945 Kptlt. Hans Vogel
- U-3026 3 de mayo de 1945 Oblt. Günther Drescher
- U-3027 3 de mayo de 1945 Kptlt. Karl Mehne
- U-3028 3 de mayo de 1945 Kptlt. Erwin Christophersen
- U-3029 3 de mayo de 1945 Kptlt. Hermann Lamby
- U-3030 8 de mayo de 1945 Oblt. Bernhard Luttmann
- U-3031 3 de mayo de 1945 Oblt. Heinrich Sach
- U-3033 4 de mayo de 1945 Oblt. Peter Callsen
- U-3034 4 de mayo de 1945 Oblt. Horst Willner
- U-3037 3 de mayo de 1945 Kptlt. Gustav-Adolf Janssen
- U-3038 3 de mayo de 1945 Oblt. Matthias Brünig
- U-3039 3 de mayo de 1945 Kptlt. Günter Ruperti
- U-3040 3 de mayo de 1945 Kptlt. Heinz Robberseinz Robbers
- U-3044 5 de mayo de 1945 Kptlt. Detlef von Lehsten
- U-3501 5 de mayo de 1945 Kptlt. Hans J.S. Weichert
- U-3503 8 de mayo de 1945 Oblt. Hugo Deiring
- U-3504 2 de mayo de 1945 Kptlt. Karl-Hartwig Sieboid
- U-3506 2 de mayo de 1945 Kptlt. Gerhard Thäter
- U-3507 3 de mayo de 1945 Oblt. Hans-Jürgen Schley
- U-3509 3 de mayo de 1945 Oblt. Wilhelm Neitzsch
- U-3510 5 de mayo de 1945 Oblt. Ernst-Werner Schwirley
- U-3511 3 de mayo de 1945 Kptlt. Hermann Schrenk
- U-3513 3 de mayo de 1945 Oblt. Otto-Heinrich Nachtigall
- U-3516 2 de mayo de 1945 Oblt. Heinrich Grote
- U-3517 2 de mayo de 1945 Kptlt. Helmut Münster
- U-3518 3 de mayo de 1945 Kptlt. Herbert Brünning
- U-3521 2 de mayo de 1945 Oblt. Günther Keller
- U-3522 2 de mayo de 1945 Oblt. Dieter Lenzmann
- U-3524 5 de mayo de 1945 KrvKpt. Hans-Ludwig Witt
- U-3525 3 de mayo de 1945 Kptlt. Franz Kranich
- U-3526 5 de mayo de 1945 Oblt. Kurt Hilbig
- U-3527 5 de mayo de 1945 Oblt. Willy Kronenbitter
- U-3528 5 de mayo de 1945 Kptlt. Heinz Zwarg
- U-3529 5 de mayo de 1945 Oblt. Karl-Heinz Schmidt
- U-3530 3 de mayo de 1945 Oblt. Walter-Ernst Koch
- U-3539 completado al 80%
- U-3540 completado al 80%
- U-3541 completado al 80%
- U-3542 completado al 80%